# أوكسيفيدرين
أوكسيفيدرين (Oxyfedrine)

## الزمرة الدوائية
هو موسع وعائي.
تم إيجاده ليعمل على إزالة التوترية من على الأوعية التاجية، وتحسين استقلاب العضلة القلبية (بحيث يمكنه الحفاظ على حالة أكسجة أفضل)، وكذلك ممارسة تأثير إيجابي على الميقاتية وتقلص العضلة inotrophic، وبالتالي لا يعجل من حدوث الذبحة الصدرية. الخاصية الأخيرة (التأثير الإيجابي على الميقاتية وتقلص العضلة inotrophic) تجعل له أهمية خاصة، لأن الموسعات الأخرى المستخدمة في الذبحة الصدرية قد تأتي بنتائج عكسية تسبب ظاهرة «انسلال التاجي».

## الاستطبابات
هذا الداء هو موسع وعائي، يتم وصفه في حالات الذبحة الصدرية.

## مضادات الاستطباب
يحظر استخدامه مع المرضى الذين لديهم زيادة في تدفق الدم أو تغير حجمه، لديهم تضيق في الصمام الأبهري، أو فرط حساسية.

## التداخلات الدوائية
له تأثير تآزري مع المضادات الحيوية.

## الاستخدام خلال الحمل
الفئة C
أظهرت دراسات التكاثر الحيوانية أن له تأثير ضار على الجنين وعدم وجود دراسات كافية ومضبوطة بشكل جيد في البشر، ولكن الفوائد المحتملة له قد تبرر استخدام الدواء في النساء الحوامل على الرغم من المخاطر المحتملة.

## الجرعة
الكبار: فمويا للذبحة الصدرية؛ أو عضليا الجرعة الموصى بها هي 8-24 ملغ 3 مرات / يوم.

## طريقة الاستخدام
يأتي على شكل قرص يؤخذ عن طريق الفم، مع الطعام أو بدونه.

## التحذيرات والاحتياطات
ينبغي توخي الحذر في المرضى الذين يعانون من تاريخ من أمراض القلب أو الكبد أو ضعف في الكلى، أو أي حساسية، وخلال فترة الحمل والرضاعة الطبيعية.

## الآثار الجانبية
تغيرات في إحساس الذوق.

## محاذير أخرى
تجنب الجرعة الزائدة.

## شروط الحفظ
يحفظ في درجة حرارة الغرفة (25 درجة مئوية).